# Přepravní smlouva
Přepravní smlouva se uzavírá mezi dopravcem a cestujícím (v osobní přepravě) nebo odesílatelem (při přepravě věcí), kdy se dopravce zavazuje danou osobu či věc dopravit na místo určení a cestující, resp. odesílatel se zavazuje za to zaplatit jízdné, resp. přepravné. Přepravní smlouvu lze rozdělit na smlouvu o přepravě osob, smlouvu o přepravě věci a smlouvu o provozu dopravního prostředku.
V českém právu je tato smlouva zakotvena v § 2550–2581 občanského zákoníku. Úprava v občanském zákoníku je pouze obecná. Pro jednotlivé způsoby dopravy je vždy vytvořen přepravní řád, který upravuje příslušná vyhláška Ministerstva dopravy.  Přepravní řád stanoví podmínky pro přepravu osob, zavazadel, věcí a zvířat.

## Smlouva o přepravě osob
Smlouvou o přepravě osoby se dopravce zavazuje přepravit cestujícího do místa určení a cestující se zavazuje zaplatit jízdné. Uzavření smlouvy o přepravě osob vzniká mezi dopravcem a cestujícím obvykle na základě přepravního řádu a tarifů dopravce.
Vzniká tím právní vztah, jehož obsahem je závazek pro:
- dopravce, který musí přepravit cestujícího ze stanice nástupní do stanice cílové, a to řádně a včas spoji uvedenými v jízdním řádu. Při přepravě musí dbát na bezpečnost a pohodlí cestujících a při hromadné přepravě jim umožnit používání společenských a kulturních zařízení.[1] Míra plnění povinnosti pečovat o bezpečnost a pohodlí cestujícího je závislá především na zvoleném způsobu přepravy. Vždy však musí být zachováno a zajištěno takové jednání dopravce, aby při přepravě nevznikla cestujícímu jakákoliv újma na jeho životě či zdraví, nebo aby nedošlo ke škodě na zavazadlech cestujícího. Dopravce se musí v tomto ohledu chovat jako odborník a profesionál. [2]

- cestujícího, který musí dodržovat přepravní řád po celou dobu přepravy a také zaplatit dopravci jízdné (což je cena za přepravu) dle tarifu.

### Uzavření a ukončení smlouvy o přepravě osob
Přepravní smlouva o přepravě osob je uzavřena, jestliže cestující s platnou jízdenkou nastoupí do vozidla nebo vstoupí do označeného prostoru přístupného pouze s platnou jízdenkou. Popřípadě také umožní-li dopravce cestujícímu nástup do vozidla bez jízdenky a jízdné cestující zaplatí ve vozidle bez zbytečného odkladu. Smlouva je uzavřena i tím, že cestující nastoupí do vozu a začne využívat službu. Uzavírá konkludentní smlouvu (tj. smlouvu, uzavřenou bez formalit nebo i mlčky). Smlouvu uzavírá se všemi podmínkami, za jakých je smlouva nabízena. Pokud však cestující užívá službu a za tu nezaplatí, porušuje tím podmínky uzavřené smlouvy.
Přepravní smlouva o přepravě osob je splněna řádným provedením přepravy ve smluvním rozsahu podle uzavřené přepravní smlouvy, ale za splnění přepravní smlouvy se považuje rovněž provedení přepravy v jiném než smluvním rozsahu, tj. oprávněné vyloučení z přepravy pracovníkem dopravce (průvodčí, revizor).
Zákon neobsahuje jakoukoliv úpravu okamžiku, kdy dochází k uzavření smlouvy o přepravě osoby, a to zejména ve vazbě na skutečnost, že tato smlouva nevyžaduje ke svému uzavření písemnou formu. Úpravu tohoto rozhodného okamžiku ponechává zákon na přepravních řádech.

### Oprávněné vyloučení z přepravy
Za oprávněné vyloučení z přepravy se považuje, jestliže cestující:
- na výzvu oprávněné osoby se neprokáže platnou jízdenkou a nesplní povinnost zaplatit jízdné spolu s přirážkou
- přes upozornění nedodržuje přepravní řád, pokyny a příkazy pověřené osoby, znečišťuje vozidlo nebo svým chováním ruší klid ostatních cestujících nebo je jinak obtěžuje

Cestujícího lze ale vyloučit z přepravy pouze ve stanicích určených pro výstup a nástup, tzn. že nesmí být ohrožena bezpečnost a zdraví cestujícího.

### Přeprava zavazadla
Má-li cestující zavazadlo, přepravuje je dopravce buď společně s ním a pod jeho dohledem (tj. zavazadla, jež má cestující po dobu přepravy buď přímo u sebe, anebo nad nimiž alespoň vykonává bezprostřední kontrolu tím, že jsou umístěna ve stejném prostoru, v jakém je cestující přepravován), nebo odděleně. Je-li zavazadlo přepravováno odděleně (obvykle jde o zavazadla, která jsou umístěna do speciálně k tomu určeného zavazadlového prostoru v příslušném dopravním prostředku), dopravce dbá, aby bylo přepraveno do místa určení nejpozději ve stejnou dobu jako cestující.

### Odpovědnost za újmu
Zákon upravuje odpovědnost dopravce za újmu, která cestujícímu v průběhu přepravy vznikne. 
Újmy, které mohou během přepravy vzniknout:
- újma na zdraví
- škoda na zavazadle, jež je přepravováno společně s cestujícím
- škoda na věci, kterou měl cestující během přepravy u sebe
- škoda na zavazadle přepravovaném odděleně od cestujícího

Vznikne-li cestujícímu za přepravy škoda na zdraví nebo škoda na zavazadlech přepravovaných společně s ním či na věcech, které měl u sebe, odpovídá za ni dopravce podle ustanovení o odpovědnosti za škodu způsobenou provozem dopravních prostředků. Za škodu způsobenou na zavazadlech přepravovaných odděleně od cestujících odpovídá dopravce podle ustanovení o odpovědnosti při nákladní přepravě.
Při pravidelné přepravě osob stanoví přepravní řády, jaká práva má cestující vůči dopravci, jestliže přeprava nebyla provedena včas. Při nepravidelné přepravě osob je dopravce povinen nahradit škodu vzniklou cestujícímu tím, že přeprava nebyla provedena včas; podmínky a rozsah náhrady stanoví přepravní řády.

## Smlouva o přepravě věci
Smlouva o přepravě věci je uzavírána mezi dvěma smluvními stranami, které zákon označuje jako dopravce a odesílatele. Z hlediska podstatných obsahových náležitostí musí smlouva o přepravě věci obsahovat identifikaci věci, která má být jako zásilka přepravována a identifikaci místa odeslání a místa určení.

### Závazky dopravce a odesílatele
- Dopravce se zavazuje odesílateli, že přepraví věc (zásilku) z určitého místa (místo odeslání) do určitého jiného místa (místo určení). Dopravce provede přepravu do místa určení s odbornou péčí v ujednané době či bez zbytečného odkladu. Povinnost přepravit zásilku s odbornou péčí je třeba hodnotit především jako péči profesionála a odborníka v daném oboru. O způsobu zvolené péče a starosti o zásilku, jakož i o postupu při nakládání se zásilkou, je primárně oprávněn rozhodnout dopravce dle své odbornosti.[1]
- Odesílatel se zavazuje zaplatit úplatu (přepravné), a zároveň musí dopravci poskytnout správné údaje o obsahu zásilky.[1]

Smlouva o přepravě věci nevyžaduje ke své platnosti písemnou formu a má konsensuální charakter. Při jejím uzavření nemusí dojít k převzetí zásilky dopravcem. K uzavření smlouvy postačí, aby se dopravce zavázal, že zásilku převezme a přepraví do místa určení. V přepravní smlouvě musí smluvní strany vždy přesně vymezit zásilku i místo odeslání a určení. Rámcové vymezení není pro přepravní smlouvu dostačující. Aby však obě smluvní strany měly jistotu o existenci svých subjektivních práv a povinností plynoucích z uzavřené smlouvy o přepravě věci, upravuje zákon povinnost obou smluvních stran písemně si obsah závazků potvrdit.
Dopravce je oprávněn požadovat, aby mu odesílatel potvrdil požadovanou přepravu v přepravním dokladu, a odesílatel je oprávněn požadovat, aby mu dopravce písemně potvrdil převzetí zásilky. Je-li k provedení přepravy potřeba zvláštních listin, je odesílatel povinen předat je dopravci nejpozději při předání zásilky. Podle smlouvy může být dopravce povinen vydat odesílateli při převzetí zásilky k přepravě přepravní list či náložný list. Náložný list je listina, s níž je spojeno právo požadovat na dopravci vydání zásilky v souladu s obsahem této listiny.

### Odpovědnost za škodu
Odpovědnost dopravce je založena na principu objektivní odpovědnosti, tj. tedy odpovědnosti, při které se nepřihlíží k zavinění dopravce. V některých případech se může dopravce odpovědnosti zprostit, pokud prokáže, že škodu nemohl odvrátit ani při vynaložení odborné péče. Přepravní řád obsahuje informace o náhradě škody, za kterou odpovídá dopravce. Právo na náhradu škody musí odesílatel uplatnit u dopravce do šesti měsíců od vydání zásilky příjemci, nebo jestliže k vydání zásilky nedošlo, do šesti měsíců od převzetí zásilky k přepravě; jinak právo zanikne.

## Smlouva o provozu dopravního prostředku
Není-li náklad přepravován jako zásilka na základě smlouvy o přepravě věci (srov. § 2555 až 2581 občanského zákoníku), nebo s využitím smlouvy zasilatelské (srov. § 2471 až 2482 občanského zákoníku), je dalším smluvním typem, na jehož základu může být realizována přeprava nákladu, smlouva o provozu dopravního prostředku (§ 2582 až 2585 občanského zákoníku).
Smlouvou o provozu dopravního prostředku se provozce zavazuje přepravit náklad určený objednatelem a k tomu účelu vykonat alespoň jednu předem určenou cestu, anebo vykonat ve smluvené době větší počet cest, jak to objednatel určí, a objednatel se zavazuje zaplatit provozci odměnu.

### Smluvní strany
Smluvní strany smlouvy o provozu dopravního prostředku zákon označuje jako provozce a objednatele.
- Provozcem je poskytovatel provozu dopravního prostředku, který je odpovědný za tento provoz a způsobilost předmětného dopravního prostředku k přepravě, a to bez ohledu na druh dopravního prostředku.
- Objednatelem je osoba, která si sjednává charter, a to ve vztahu k dopravnímu prostředku, příslušnému času nebo zvoleným cestám.

Smlouva o provozu dopravního prostředku nevyžaduje ke své platnosti písemnou formu. Smlouva o provozu dopravního prostředku je ze své povahy smlouvou úplatnou. Úplata, která přísluší provozci, by měla být smluvními stranami (pro vyloučení jakýchkoliv pochybností) ve smlouvě sjednána.

### Povinnosti provozce
- Mezi základní povinnosti provozce patří především péče o dopravní prostředek

- Zajistit způsobilost dopravního prostředku ke smluvené cestě
- Zajistit použitelnost dopravního prostředku
- Opatřit způsobilou posádku
- Opatřit dopravní prostředek pohonnými hmotami a dalšími věcmi

Nesplní-li provozce své povinnosti ve vztahu k řádné péči o dopravní prostředek, poruší své povinnosti ze smlouvy o provozu dopravního prostředku, a důsledkem bude jeho odpovědnost za škodu, kterou tím objednateli způsobí. Zákon tuto odpovědnost provozce formuluje jako odpovědnost objektivní s tím, že provozce se může své odpovědnosti zprostit průkazem, že nezpůsobilost nemohl předvídat ani při zachování potřebné péče.

## Přepravní smlouva v železniční dopravě
Přepravní smlouva mezi dopravcem (železnicí) a přepravcem je uzavřena, jakmile odesílací železniční stanice přijala zboží společně s nákladním (náložným) listem. V případě mezinárodní přepravy s mezinárodním nákladním listem CIM. Oba nákladní listy slouží jako doklad o uzavřené přepravní smlouvě.

### Vnitrostátní železniční nákladní list
Vnitrostátní železniční nákladní list se skládá ze 4 dílů: 
- Prvopis nákladního listu – doprovází zásilku do žst. určení a vydá se se zásilkou příjemci
- Účetní list – doprovází zásilku do žst. určení a po vydání zásilky zůstává dopravci
- Odběrný list – doprovází zásilku do žst. určení a po potvrzení převzetí zásilky příjemcem zůstává dopravci
- Druhopis nákladního listu – po převzetí zásilky k přepravě v žst. odesílací se vydá odesílateli

### Mezinárodní železniční nákladní list
Mezinárodní železniční nákladní list CIM se vyplňuje zásadně v jazyce odesílací železnice (společně s překladem) a skládá se z 5 dílů:
- Prvopis nákladního listu – doprovází zásilku do žst. určení a vydá se se zásilkou příjemci
- Karta – doprovází zásilku do žst. určení a po vydání zásilky zůstává dopravci jako účetní doklad
- Odběrný list – doprovází zásilku do žst. určení a po potvrzení převzetí zásilky příjemcem zůstává dopravci
- Druhopis nákladního listu – po převzetí zásilky k přepravě v žst. odesílací se vydá odesílateli
- Účetní list – po převzetí zásilky k přepravě zůstává v žst. odesílací

### Náležitosti železničního nákladního listu
Nákladní list musí obsahovat tyto údaje:
- železniční stanice určení (musí být zapsána tarifním názvem – uveden v jízdním řádu)
- jméno a adresa příjemce
- jméno a adresa odesílatele
- tarifní pojmenování zboží
- hmotnost zboží
- počet kusů a druh obalu
- číslo vozu